# Roy Jenkins
Roy Harris Jenkins, Baron Jenkins van Hillhead (Pontypool, Wales, 11 november 1920 – East Hendred, Engeland, 5 januari 2003) was een Brits politicus van de Labour Party en medeoprichter van de Social Democratic Party en de Liberal Democrats. Hij was voorzitter van de Europese Commissie van 1977 tot 1981.
Jenkins was tussen 1965 en 1981 een van de belangrijkste politici van de Labour Party. In 1981 brak hij met de partij en was hij medeoprichter van de Social Democratic Party en later van de Liberal Democrats.

## Politiek
Geboren als enig kind van Arthur Jenkins - een vakbondsleider in de mijnsector - werd hij in 1948 verkozen tot lid van het Lagerhuis voor Labour. Hij was toen het jongste lid van de vergadering en bleef er tot 1987, met een onderbreking toen hij in functie was bij de Europese Commissie. Hij werd twee maal minister van Binnenlandse Zaken (1965-1967, 1974-1976) en was van 1967 tot 1970 Chancellor of the Exchequer, telkens in een regering van Harold Wilson.
Jenkins werd voorzitter van de Europese Commissie in 1977 en bleef 4 jaar in functie. Onder zijn voorzitterschap werd het Europees Monetair Stelsel ingevoerd. Nadien werd Jenkins in Groot-Brittannië de medeoprichter van de Social Democratic Party die in 1988 opging in de Liberal Democratic Party.
In 1987 werd Jenkins de niet-erfelijke titel van Baron Jenkins van Hillhead toegekend, wat hem toegang verschafte tot het Hogerhuis. In hetzelfde jaar werd hij chancellor van de Universiteit van Oxford, een taak die hij tot zijn dood vervulde.

## Schrijver

### Boeken van Jenkins
Jenkins was eveneens actief als schrijver, meestal politieke werken en biografieën.
Roosevelt, Pan Macmillan, 2005, ISBN 0330432060 

Churchill, Macmillan, 2001, ISBN 0-333-78290-9 

The Chancellors, Macmillan, 1998, ISBN 0-333-73057-7 

Gladstone, Macmillan, 1995, ISBN, 0-8129-6641-4 

A life at the centre, Macmillan, 1991, ISBN 0-333-55164-8 

Gallery of 20th century Portraits and Oxford Papers, David and Charles, 1989, ISBN 0-7153-9299-9 

Truman, HarperCollins, 1986, ISBN 0-06-015580-9 

Baldwin, Collins, 1984, ISBN 0-00-217586-X 

Asquith, Collins, 1964, ISBN 0-00-211021-0 

Sir Charles Dilke: A Victorian Tragedy, Collins, 1958, ISBN 0-333-62020-8 

Mr. Balfour's poodle; peers v. people, Collins, 1954, OCLC 436484

### Boeken over Roy Jenkins
Andrew Adonis & Keith Thomas, Editors (2004): Roy Jenkins: A Retrospective, Oxford University Press. ISBN 0-19-927487-8 
  
Giles Radice (2002): Friends and Rivals: Crosland, Jenkins and Healey, Little, Brown. ISBN 0-316-85547-2 
  
John Campbell (1983): Roy Jenkins, a biography, Weidenfeld & Nicolson. ISBN 0-297-78271-1
 Guido Brunner ·  Richard Burke ·  Claude Cheysson ·  Étienne Davignon ·  Antonio Giolitti ·  Finn Olav Gundelach ·  Wilhelm Haferkamp ·  Roy Jenkins ·  Lorenzo Natali ·  François-Xavier Ortoli ·  Christopher Tugendhat ·  Raymond Vouel ·  Henk Vredeling
- Bibsys: 90227747
- Biblioteca Nacional de España: XX1635566
- Bibliothèque nationale de France: cb121441805 (data)
- Catàleg d'autoritats de noms i títols de Catalunya: 981058509650206706
- CiNii: DA00801713
- Gemeinsame Normdatei: 119202328
- International Standard Name Identifier: 0000 0001 2138 0688
- Library of Congress Control Number: n50028076
- Nationale Bibliotheek van Letland: 000038594
- Nationale Bibliotheek van Tsjechië: jn20010602443
- Nationale bibliotheek van Australië: 35245363
- Nationale Bibliotheek van Israël: 987007574552005171
- Nationale Bibliotheek van Polen: a0000001039841
- Nationale en Universitaire bibliotheek Zagreb: 000428444
- Nederlandse Thesaurus van Auteursnamen: 072263369
- Parlement.com: vi2jgo76dwzy
- Istituto Centrale per il Catalogo Unico: RAVV040181
- LIBRIS: 191590
- SNAC: w6bz92nb
- Système universitaire de documentation: 031940323
- Trove: 185692
- Virtual International Authority File: 68965748
- WorldCat: E39PBJg4jQK4Pk933mQYQPT4MP